# 정보사령부
정보사령부(國軍情報司令部, 영어: Korea Defence Intelligence Command (KDIC)), 약칭 정보사는 대한민국 국군의 정보 수집 및 첩보 업무를 수행하는 대한민국 국방부 국방정보본부 예하의 기능사령부이다. 해외/대북 군사정보 수집 및 기밀 첩보업무를 담당하고 있으며, 그 중에서도 특히 인간정보 분야에 중점을 두고 있다. 과거 대북 침투 특수요원인 북파공작원의 소속 기관으로도 잘 알려져 있다. 북한의 총참모부 정찰총국이 이 기관에 대응된다. 같은 국방정보본부 예하 부대인 777사령부, 상급부대인 국방정보본부와 마찬가지로 군 내에서도 극도로 폐쇄적이며 보안을 매우 중요시해 관련 정보의 대부분이 기밀 사항인 관계로 알려진 관련 정보가 매우 적다.

## 역사

### 1990년 이전
육군
1945년 11월에 미군정청 국방사령부에 정보과가 설치되었다. 1946년 1월 15일에 창설된 남조선국방경비대 총사령부의 '정보과'가 모체이며, 이후 정보처로 개편되어 1948년에 특별조사과(→방첩대, 현 군사안보지원사령부의 모체)가 설치되었다. 1948년 11월에 육군본부 정보국 '정보대'로 개편되었다. 한국 전쟁 발발 직후인 1950년 7월에 육군본부 정보국에 공작과가 신설되었다. 이때 첩보 분석을 담당하는 정보국 정보대는 '제1과', 첩보 작전을 담당하는 정보국 공작과는 '제2과', 방첩을 담당하는 정보국 방첩대는 '제3과'라고 불렸는데, 같은 해 10월에 방첩대는 정보국에서 분리되어 '특무부대'(CIC)가 되었다. 정보국 공작과는 1951년에 첩보분견대본부(Headquarters of Intelligence Detachment, HID)로, 1961년에 육군첩보대(Army Intelligence Unit, AIU)로 개편되었다. 1972년에 육군 정보대와 육군 첩보대가 통합되어 '육군정보사령부'(Army Intelligence Command, AIC)가 설치되었다.
해군과 공군
1948년 9월에 해군 작전국 내에 정보과가 창설되었고, 1954년에 해군 정보부대로 개편되었다. 공군은 1954년에 정보부대를 창설했다.

### 1990년 이후
1990년 9월 29일에 3군의 정보부대가 통합되어 국군정보사령부가 창설되었다. 이후 1999년 3월 30일 「국군정보사령부령」이 폐지되고 국방정보본부 예하로 편입되며 부대명칭이 기존의 국군정보사령부에서 정보사령부로 변경되었다.

### 사령부 이전
2013년 이전까지 정보사 본부는 서울특별시 서초구 서초동에 있었지만 2013년에 경기도 안양시 만안구 박달동으로 이전하였다. 옛 정보사 터는 서울 서초대로의 내방역과 서초역 사이에 위치하고 있었는데, 단절된 도로를 연결하기 위해 옛 터의 지하에 서리풀터널이 2019년 4월 22일에 개통하였다.

## 역대 사령관
- 1973년 - 진종채 소장
- [~78년] 강신탁 소장
- [78년~80년~] 유근환 소장
- 1985년~1986년 - 이진삼 소장
- 1987년 - 이현우 소장
- 1988년 - 이기백 소장
- 1989년~1991년 - 이중형 중장
- 1991년~1993년 배대웅 중장
- 2003년~2006년 - * 2003년~2006년 - 오항균 소장 (육사 29기)
- ~2018년 노상원 소장 (육사 41기)[6]
- ~2021년 - 이화수 소장 (육사 44기)
- 2021년~2023년 - 양전섭 소장 (육사 48기)
- 2023년~2024년 - 문상호 소장 (육사 50기)[7]
- 2024년~ - 임종방 준장 (참모장 / 사령관 직무대리)